# Calliasmata rimolii
Calliasmata rimolii is een garnalensoort uit de familie van de Hippolytidae. De wetenschappelijke naam van de soort is voor het eerst geldig gepubliceerd in 1975 door Chace.